# Gabriele de’ Gabrielli
Gabriele de’ Gabrielli (* 1445 in Fano, Italien; † 5. November 1511 in Rom) war ein Kardinal der katholischen Kirche.

## Leben
Bereits unter Papst Alexander VI. als Apostolischer Protonotar tätig, war er als Vermittler des Kardinals Della Rovere tätig, als dieser in Frankreich im Exil war und sich mit dem Papst überworfen hatte. Am 27. März 1504 zum Bischof von Urbino ernannt und dort auch 1505 inthronisiert, blieb er doch als Päpstlicher Sekretär in Rom.
Auch Kommendatarabt von S. Salvatore in Perugia und S. Leonardo in Fermo, kreierte ihn Papst Julius II. am 1. Dezember 1505 zum Kardinaldiakon, was er am 12. Dezember 1505 veröffentlichte und wies ihm am 17. Dezember 1505 die Titeldiakonie Sant’Agata in Subura zu. Am 11. Dezember 1507 zum Kardinalpriester von Santa Prassede ernannt, behielt er zugleich die Titeldiakonie S. Agata inne. Zum Legaten von Perugia ernannt, verzichtete er aufgrund seiner schlechten Gesundheit schon kurze Zeit später auf diese Stellung und kehrte nach Rom zurück.
Gabriele de’ Gabrielli verstarb am 5. November 1511 im Apostolischen Palast.